# Weidescabiosa
De weidescabiosa (Scabiosa columbaria subsp. pratensis) is een vaste plant uit de kamperfoeliefamilie (Caprifoliaceae). De ondersoort komt van nature voor in Frankrijk en Wallonië.
De plant bloeit eind mei tot begin juni. De onderste bladeren zijn veerdelig. De tamelijk gelijkmatig over de stengel verdeelde stengelbladeren verschillen weinig in grootte.
De weidescabiosa komt voor in droog kalkgrasland.